# Polyplax melasmothrixi
Polyplax melasmothrixi är en insektsart som beskrevs av Christopher J. Durden och Guy G. Musser 1992. Polyplax melasmothrixi ingår i släktet Polyplax och familjen ledlöss. Inga underarter finns listade i Catalogue of Life.